# Umeå, Nordmalings och Bjurholms tingslags valkrets
Umeå, Nordmalings och Bjurholms tingslags valkrets var i riksdagsvalen till andra kammaren 1875–1881 en egen valkrets med ett mandat. Valkretsen, som geografiskt motsvarade dagens Nordmalings, Bjurholms och Umeå kommuner (med undantag för Umeå stad, som vid valet 1875 ingick i Härnösands, Umeå, Skellefteå, Piteå, Luleå och Haparanda valkrets och i valet 1878 överfördes till Luleå, Umeå, Piteå, Haparanda och Skellefteå valkrets), avskaffades inför valet 1884 och gick då upp i Västerbottens södra domsagas valkrets.

## Riksdagsmän
- Gustaf Hæggström, lmp  (1876–1879)
- Axel Cederberg (1880–1881)
- Gustaf Hæggström, partilös 1882, nya c 1883–1884 (1882–1884)